# Zits
Zits (in inglese "brufoli") è una serie di fumetti a strisce giornaliere incentrata sul teenager Jeremy Duncan e i suoi rapporti con la famiglia e gli amici. La serie è esordita nel luglio 1997 su oltre 200 testate, una delle maggiori diffusioni del tempo del suo debutto ha avuto la più ampia pubblicazione sui giornali di qualunque altra serie negli Stati Uniti (il record precedente era detenuto da Muppet Babies, nel 1985). È arrivata a essere pubblicata su oltre 1500 testate in tutto il mondo. La National Cartoonists Society ha premiato la striscia con il premio "Best Comic Strip of the Year" (Migliore striscia dell'anno) numerose volte, ed entrambi i suoi creatori hanno ricevuto il prestigioso Reuben Award come "Outstanding Cartoonist of the Year" (Miglior cartoonist dell'anno). Il protagonista è stato testimonial nel 2013 di una campagna per una guida sicura.

## Storia editoriale
Zits venne ideata e realizzata da Jerry Scott e Jim Borgman (entrambi autori delle trame e dei disegni). Scott è noto per aver scritto insieme a Rick Kirkman Baby Blues (una popolare e pluripremiata striscia a fumetti incentrata su una famiglia), mentre Borgman era esclusivamente un vignettista politico per il The Cincinnati Enquirer (vincendo anche un Pulitzer) prima che Scott gli chiedesse di aiutarlo a realizzare la striscia. Borgman ricorda che i due trovarono l'idea per la striscia mentre si trovavano bloccati in un aereo al ritorno da un ritrovo fumettistico. Da allora realizzano insieme, sia nei testi che nei disegni, le strip di Zits, comunicandosi le idee telefonicamente e spedendosi i disegni via fax (Scott vive in California, Borgman in Ohio).
I lettori familiari a Calvin & Hobbes hanno notato delle somiglianze stilistiche tra Zits e la striscia di Bill Watterson. In effetti Watterson ha frequentato il Kenyon College per molti anni insieme a Jim Borgman (più vecchio), sostituendolo nel ruolo di vignettista del giornale del college dopo la laurea. Sia Calvin & Hobbes che Zits, ad esempio, per le tavole domenicali non usano la tradizionale suddivisione a vignette: Watterson fu il primo artista ad aver insistito su questo formato e Zits ha seguito questo stile, adottando layout dinamici e tavole ampie e dettagliate.
Zits è notevole anche per avere un cast di personaggi multi-culturale, includendo etnie afroamericane, asiatiche e latinoamericane. La striscia descrive inoltre una relazione interrazziale, una situazione rara in una striscia giornalistica popolare.

## Personaggi

### La famiglia Duncan
- Jeremy: ha quindici anni, è una matricola al liceo, è fidanzato con Sara e aspira a diventare un dio del rock (come i Gingivitis, la sua band preferita). Messo in imbarazzo in continuazione da suo padre, si dedica spesso a riparare un vecchissimo furgone VW con il suo migliore amico Hector, nella speranza di poter guidare un giorno attraverso il paese fino ad arrivare a un oceano. È di fatto il leader (chitarra/voce) della rock-band locale (il cui nome cambia regolarmente, è stata chiamata con nomi come Goat Cheese Pizza, Jughead's Hat o Chickenfist, dipende da come la band si accordava in quel momento). Possiede l'incredibile capacità di sapere chi sta chiamando al telefono prima di tirare su la cornetta (a volte persino prima che il telefono suoni). Indossa scarpe da ginnastica incredibilmente grandi. Jeremy passa la maggior parte del suo tempo libero cercando di pensare a qualcosa per impressionare Sarah o parlando con Pierce e Hector. Ha anche rivelato di aver scritto tutta la sua vita su molti blog su internet. Jeremy ha una predilezione per la canzone Stairway to Heaven dei Led Zeppelin: difatti, a detta della madre Connie, lui venne concepito durante questa canzone. Il suo nome completo è Jeremy Michael Duncan, il suo secondo nome viene menzionato una sola volta in una strip nel volume "Zits Unzipped" o alla pagina 103 della collection "Zits Supersized".
- Connie: madre di Jerermy, psicologa infantile, aspirante scrittrice, casalinga, cade in frustrazione quando suo figlio non vuole parlare con lei e risponde alle sue domande con una sola parola. Sembra essere leggermente affetta da "rabbia stradale", motivo per il quale Jeremy preferirebbe fosse lei a insegnargli a guidare piuttosto che suo padre. Potrebbe aver frequentato il Kenyon College (è stata raffigurata una volta con una maglia di Kenyon, un omaggio sottile dell'artista alla sua vecchia scuola).
- Walt: padre di Jeremy, dentista un po' sovrappeso. Jeremy cerca di ricordare ogni sua azione, espressione e modo di fare, per essere sicuro di essere cool comportandosi all'opposto. Completamente indifeso di fronte alla tecnologia e salvato sempre in questo da Jeremy, si occupa della lavanderia in casa (con grande soddisfazione). È un fan del rock and roll anni sessanta e settanta, con gruppi preferiti come Moby Grape (indossa spesso magliette con il loro nome scritto sopra), Led Zeppelin (Jeremy è stato concepito durante la canzone Stairway to Heaven), Eagles e probabilmente il duo folk Chad and Jeremy (Walt e Connie rimpiangono di aver nominato i loro figli con lo stesso nome di quel duo e si colpevolizzano a vicenda per averlo fatto). Ha un tatuaggio a forma di simbolo della pace sul fondoschiena e imburra il formaggio prima di mangiarlo.
- Chad: fratello di Jeremy, più grande di quattro anni (questo fa supporre che la sua età sia di 19 anni, anche se non è mai stata specificata). Frequenta il college a Notre Dame. Nelle sue prime rare apparizioni, Chad era descritto e raffigurato come il "ragazzo perfetto", e la sua faccia era leggermente offuscata dalla sua "presenza perfetta". Più tardi è stato ripensato e raffigurato come un Jeremy più grande con la barba. Appare raramente (è un personaggio semi-ricorrente), ma spunta spesso durante i periodi di vacanze.

### I compagni di scuola
- Hector Garcia: il migliore amico di Jeremy, suona anch'egli nella band locale (chitarra/voce). È un po' più sensibile di Jeremy ma le ragazze con cui è uscito lo hanno tutte sfruttato. La sua prima ragazza, Mandy, era un parassita e lo controllava completamente, mentre la sua attuale ragazza, Autumn, è una vegetariana radicale che chiama Jeremy "vampiro", "carnivoro", "assassino" e "omicida" ogni volta che lo vede mangiare della carne. Hector è diventato vegetariano per far contenta Autumn, ma non è devoto come lei (è stato visto mangiare segnalibri finti di manzo in aula studio, e per pranzo un giorno aveva yogurt con sugo di carne). Viene da una famiglia ispanica e vive con i suoi genitori, i suoi nonni e molti fratelli e sorelle. La sua opinione (e quella di Jeremy) su questo è ben rappresentata da questo dialogo:

Jeremy: "La tua casa è così diversa dalla mia, Hector. C'è sempre movimento... gente che ride, parla, cucina, cucina, bambini che corrono da una parte all'altra... non conosco un altro posto così pieno di vita. Come fai a sopportarlo?"
Hector: "È dura."
- Sara Toomey: la ragazza di Jeremy, con il quale si è apparentemente lasciata molte volte, ma con il quale sembra sempre rimettersi insieme prima o poi; nonostante Jeremy tenga molto a lei, Sara è solita pensare a lui come un "maschio da recuperare". È anche una paziente di Walt Duncan, situazione che causa a Jeremy notevole irritazione e imbarazzo. Farebbe qualsiasi cosa pur di avere l'"acconciatura perfetta" e non può sopportare il fatto che Jeremy, non provandoci neanche, abbia miglior fortuna con i suoi capelli; una volta si è tagliata i capelli e ha donato la sua coda a un'associazione benefica che faceva parrucche per bambini sottoposti a chemioterapia; si è fatta poi ricrescere i capelli lunghi. I suoi genitori sono divorziati, lei vive con sua madre e vede suo padre all'incirca una volta al mese. Molto gentile ma anche incredibilmente capricciosa, ha due tartarughe: Peschina e Mordac, Signore di Furia Sconsacrata (della stessa età ma comprati in diversi periodi del mese).
- RichardAmy: Richard e Amy si sono abbracciati in seconda media e non si sono più lasciati, tanto che ora vengono considerati come una persona sola (vengono chiamati infatti con i due nomi attaccati). Passano la maggior parte del loro tempo a trovare milioni di nuovi modi per dirsi "ti amo" (con grande disgusto da parte degli altri compagni di scuola).
- Pierce: è il ragazzo di D'ijon e membro della band di Jeremy, alla quale si è unito quando il batterista precedente se n'era andato per noia (e il suo stile ipercinetico alla batteria lo ha reso un rimpiazzo più che adatto). Ha piercing praticamente su ogni parte del suo corpo, e in effetti gli piace persino avere l'apparecchio perché il suo dentista, il padre di Jeremy, per convincerlo a farselo mettere gli ha detto "pensa di avere un piercing in bocca". Ha un sacco di interessi strani (come X-Treme Skydiving o Machete Frisbee) e un singolare senso della moda (una volta è andato a scuola con un imbuto in testa pensando che fosse un cappello). È in grado di indovinare cosa ha mangiato per colazione qualcuno solo dall'odore dell'alito. I suoi genitori sono semi-sordi, e dice che la vita della sua famiglia "è come una sinfonia: ma non ci sono strumenti musicali, e i musicisti si urlano solo a vicenda". Possiede inoltre un cucciolo di ratto, di cui si cura in maniera a volte ridicola, come quando vorrebbe fargli fare uno o più trapianti di organi.
- Tim: un altro compagno di classe di Jeremy, e bassista della band (ha cominciato a suonare il basso perché aveva un suono cool e sembrava più facile da suonare, avendo solo quattro corde). Tim apparentemente si rasa quasi tutti i capelli, lasciando una sola lunga frangia che gli copre gli occhi. Attualmente sta frequentando un corso da cartoonist.
- Brittany: compagna di classe di Jeremy. È la principale fonte di informazioni delle matricole e conosce ogni indiscrezione e pettegolezzo della scuola; tende anche a dare consigli piuttosto utili e occasionalmente anche consulenze relazionali: Jeremy si è rivolto a lei numerose volte per questo, nonostante Brittany tenda a far innervosire sia Jeremy che Hector criticando le dimensioni dei loro piedi, nasi, teste e orecchie.
- Autumn: fidanzata di Hector, dalle visioni politiche e ambientali estreme. È una vegetariana radicale e attivista per qualunque altra causa si possa pensare: una volta ha convinto Hector e Jeremy a liberare 50,000 grilli vivi destinati a essere vivisezionati nel laboratorio di scienze della scuola. Ha colpito Jeremy alla testa almeno due volte con il suo zaino di canapa.
- Phoebe: una delle compagne di classe di Jeremy. Consuma massicce dosi di caffeina ed è pronta a fare qualsiasi cosa pur di ottenere voti alti ed essere destinata a una carriera di successo, incluso scaricare temi scolastici da internet o altro:

Jeremy: "Sei conscia del fatto che i tuoi occhi non hanno più le pupille?"
Phoebe: "Okay, ho venduto la mia anima, ma il mio G.P.A è 4.3!" (N.B.: G.P.A., ovvero Grade Point Average, il cui massimo è 4)
- D'ijon: è una ragazza ancora più equilibrata di Sara (sua amica), cosa curiosa se si considera che è la ragazza di Pierce. Ha una copia de "L'urlo" di Munch tatuata sulla lingua, e ogni tanto si fa un giro con Pierce dopo aver unito i rispettivi orecchini. Il suo vero nome è Dionne, ma dice di aver iniziato a farsi chiamare così facendo una "goccia di apostrofo" in seconda media.

## Pubblicazione

### Volumi originali
Ogni volume di Zits (sottotitolato come Zits Sketchbook e numerato sequenzialmente) contiene approssimativamente un anno di strisce. Ogni raccolta di Zits unisce il materiale di due Sketchbook.
| Titolo                                 | Pagine | Data di pubblicazione      | Raccolta | ISBN               |
| -------------------------------------- | ------ | -------------------------- | -------- | ------------------ |
| Zits                                   | 128    | giovedì 1º settembre 1998  | no       | ISBN 0-8362-6825-3 |
| Growth Spurt                           | 128    | martedì 1º aprile 1999     | no       | ISBN 0-8362-7848-8 |
| Humongous Zits                         | 256    | mercoledì 1º marzo 2000    | sì       | ISBN 0-7407-0013-8 |
| Don't Roll Your Eyes at Me, Young Man! | 128    | venerdì 15 settembre 2000  | no       | ISBN 0-7407-1166-0 |
| Big Honkin' Zits                       | 256    | giovedì 28 agosto 2001     | sì       | ISBN 0-7407-1854-1 |
| Zits Unzipped                          | 128    | lunedì 1º aprile 2002      | no       | ISBN 0-7407-2322-7 |
| Thrashed                               | 128    | giovedì 30 aprile 2002     | no       | ISBN 0-7407-5117-4 |
| Busted!                                | 128    | domenica 1º settembre 2002 | no       | ISBN 0-7407-2675-7 |
| Zits Supersized                        | 264    | venerdì 4 aprile 2003      | sì       | ISBN 0-7407-3307-9 |
| Road Trip!                             | 128    | lunedì 1º settembre 2003   | no       | ISBN 0-7407-3814-3 |
| Teenage Tales                          | 128    | martedì 1º aprile 2004     | no       | ISBN 0-7407-4144-6 |
| Random Zits                            | 248    | mercoledì 4 settembre 2004 | sì       | ISBN 0-7407-4669-3 |
| Zits 2006 Day-to-Day Calendar          | 736    | venerdì 1º luglio 2005     | no       | ISBN 0-7407-5217-0 |
| Zits 2006 Family Organizer             | 24     | venerdì 1º luglio 2005     | no       | ISBN 0-7407-5218-9 |
| Pimp My Lunch                          | 128    | sabato 1º ottobre 2005     | no       | ISBN 0-7407-5443-2 |

### Pubblicazione italiana
In Italia la serie è apparsa per qualche anno sulla rivista Linus, mentre attualmente alcune sue vignette sono edite da Il Mese Enigmistico e da luglio 2021 anche da La Settimana Enigmistica.
Nel giugno 2005 è uscito il volume di 128 pagine Zits pubblicato da Panini Comics.